# Verkaufsmodalität
Die Verkaufsmodalität ist eine betriebsbezogene Maßnahme. Neben der allgemeinen Bedeutung des Begriffes ist Verkaufsmodalität ein Terminus technicus aus dem EU-Recht und der Rechtsprechung des EuGH.
Allgemeine Verkaufs- und Absatzmodalitäten sind Regelungen eines Mitgliedsstaates der EU, die im Unterschied zu produktbezogenen Regelungen nur die Absatzmöglichkeiten und Vertriebswege der Ware, beispielsweise Vorschriften über Ladenöffnungszeiten, Werbung und Preisgestaltung im Hinblick auf die Warenverkehrsfreiheit innerhalb der EU betreffen. Die Relevanz dieses Begriffes besteht für die Frage, ob eine nationalstaatliche Regelung in den Schutzbereich der Warenverkehrsfreiheit eingreift oder nicht.
In der Keck-Entscheidung hat der EuGH zwischen produktbezogenen Regelungen und allgemeinen Verkaufsmodalitäten differenziert, wobei er aus dem Anwendungsbereich der Warenverkehrsfreiheit im Rahmen des Art. 34 AEUV (Vertrag über die Arbeitsweise der Europäischen Union) solche Verkaufsmodalitäten herausgenommen hat, die
a) allgemein für alle Wirtschaftsteilnehmer gelten, die ihre Tätigkeit im Inland ausüben und
b) auf den Absatz inländischer und eingeführter Erzeugnisse die gleiche Wirkung haben, das heißt sich nicht überwiegend zu Lasten eingeführter Erzeugnisse auswirken.
Solche Regelungen versperren oder behindern den Marktzugang für ausländische Produkte nicht stärker als für inländische Produkte und sind keine Maßnahme gleicher Wirkung im Sinne des Art. 34 AEUV und daher von dessen Anwendungsbereich ausgeschlossen. Für produktbezogene Regelungen (z. B. Beschaffenheit, Bezeichnung, Form, Abmessung, Gewicht, Etikettierung, Verpackung des Produkts) bleibt es bei der Anwendung des Art. 34 AEUV.
Eine Besonderheit der Abgrenzung der Verkaufsmodalitäten von produktbezogenen Regelungen betrifft die Regelungen über die Werbung: Betrifft ein Werbeverbot die Produktdarbietung (z. B. die Gestaltung der Produktverpackung), so ist diese Bestimmung nicht als allgemeine Verkaufsmodalität, sondern als produktbezogene Regelung zu qualifizieren. Nur wenn sich eine Werbevorschrift nicht auf die physische Erscheinung des Produkts auswirkt, ist diese Bestimmung dem Bereich der allgemeinen Verkaufsmodalitäten zuzuordnen.
Auch wenn von einer Verkaufs- und Absatzmodalität, beispielsweise dem Verbot unter Einkaufspreis zu verkaufen (siehe Keck-Entscheidung) oder dem Verbot der Fernsehwerbung für bestimmte Erzeugnisse und Wirtschaftssektoren, möglicherweise eine Beeinträchtigung des zwischenstaatlichen Handelns ausgeht, weil eine bestimmte Form des Absatzes oder der Absatzförderung nicht möglich ist, findet Art. 34 AEUV keine Anwendung, solange diese Regelungen unterschiedslos gelten und sich nicht zu Lasten eingeführter Erzeugnisse auswirken.
Schwierigkeiten kann im Einzelfall die Frage bereiten, ob eine Verkaufsmodalität auf den Absatz inländischer und eingeführter Erzeugnisse die gleiche Wirkung hat, weil zum einen die inländischen Erzeugnisse am Inlandsmarkt immer „näher dran“ sind und zum anderen die Anbieter eingeführter Erzeugnisse in ihren Zugangsmöglichkeiten zur Erschließung des Absatzmarktes beschränkt werden. Beispiel: Das Verbot, ein bestimmtes Werbemittel einzusetzen oder einen Vertriebsweg zu nutzen, gilt zwar allgemein für alle Wirtschaftsteilnehmer, wirkt aber überwiegend zu Lasten eingeführter Erzeugnisse, denn die inländischen Erzeugnisse sind dem Verbraucher in der Regel bereits bekannt. Somit wird der Marktzugang für Erzeugnisse aus anderen Mitgliedstaaten stärker behindert, was eine unterschiedliche Wirkung bedeutet. Eine solche Verkaufsmodalität verletzt den Schutzbereich des Art. 34 AEUV. Der Eingriff in Art. 34 AEUV ist aber in der Regel rechtmäßig, weil er durch zwingende Gründe des Allgemeininteresses (immanente Schranken des Art. 34 AEUV gemäß der Cassis-Formel) oder nach Art. 36 AEUV gerechtfertigt ist. Beispielsweise ist das Verbot, zugelassene Arzneimittel außerhalb von Apotheken, insbesondere über den Versandhandel im Internet zu vertreiben, bei verschreibungspflichtigen Arzneimitteln durch zwingende Gründe des Allgemeinwohls gerechtfertigt, bei nicht verschreibungspflichtigen Medikamenten hingegen nicht.